# Skara (hrad)
Skara (též Stará) je zaniklý hrad na jihozápadním okraji Úval v okrese Praha-východ. Jeho pozůstatky se nachází na pravém břehu potoka Výmola v nadmořské výšce okolo 270 metrů na okraji přírodního parku Škvorecká obora – Králičina.

## Historie
Historie hradu je značně nejasná. Není známo ani jeho původní jméno, a místo, kde hrad stával, lokalizoval až Jan Pešta v roce 1998. Název Skara použil poprvé František Alexandr Heber, který za středověký hrad omylem považoval nedalekou romantickou zříceninu.
Původní jméno hradu snad bylo Stará, ale písemné prameny, které je zmiňují se vztahují spíše ke Starým Hradům v okrese Jičín. Lokalita Stará v okolí Úval zřejmě existovala, protože se uvádí v majetku Arnošta z Hostyně nebo v predikátu Kuníka ze Staré. Podle Františka Alexandra Hebera hrad zanikl v roce 1507 nebo 1508. Jeho tvrzení je však jen spekulativní. Proti existenci hradu ve čtrnáctém století hovoří těsné sousedství hradů ve Škvorci, Květnici a tvrze v Hostyni, což byla samostatná vesnice, která se později stala součástí Úval. Pravděpodobně krátkodobé osídlení a archaické řešení stavby naznačuje, že by hrad mohl existovat ve třináctém století, kdy v okolí stál jen škvorecký hrad, a Skara by pak mohla patřit mezi hrady přechodného typu. Archeologické artefakty, které by umožnily alespoň rámcové datování stavby, nebyly nalezeny.

## Stavební podoba
Dvoudílná lokalita byla poškozena výstavbou rekreačních chat a v osmnáctém století do ní zasáhla také stavba ohradní zdi Škvorecké obory. Severní a jihovýchodní stranu hradu chránily strmé a částečně skalnaté svahy údolí Výmoly a jejího bezejmenného přítoku. Ze západu a jihozápadu je však lokalita přístupná bez převýšení, a proto ji zde chránil příkop dochovaný zejména na jihozápadě, kde ho lemují pozůstatky zdi obory. Zeď byla založena přímo v prostoru příkopu, takže v době její výstavby musel být příkop z větší části zanesen. Při stavbě zdi byl také poškozen val vnějšího opevnění, takže není jisté, zda se nacházel pouze na severozápadě, kde je částečně dochován, nebo chránil také stadno přístupnou západní stranu. Plocha vnějšího hradu je beze stop zástavby.
Vnitřní hrad byl chráněn dalším příkopem a vysokým valem navršeným z materiálu získaného při hloubení příkopu. Jedinou stopou po středověké zástavbě jádra je valovitý útvar o rozměrech 8 × 14 metrů, který je nejspíše pozůstatkem stavby z nasucho kladeného zdiva.